# 日式馬鈴薯燉肉
日式馬鈴薯燉肉是一道日本料理，據傳是明治時代在日本海軍工作的廚師受到日本海軍軍官東鄉平八郎的啟發而創作出的一道洋食菜式，但確切的時間和地點仍有爭論。

## 發明歷程
據說在1870年到1878年間，東鄉平八郎在英國樸茨茅斯市的海軍學院留學，很喜愛在當地吃到的燉牛肉，學成返回日本後，東鄉平八郎對在英國留學期間吃到的燉牛肉仍念念不忘，便要求日本海軍的廚師嘗試製作這道西方菜式，試做這道英國菜的廚師從來沒有吃過當地的燉牛肉，對於怎樣仿製這道菜全無概念，只能憑東鄉的描述加以想像，廚師從東鄉的描述中得知牛肉和馬鈴薯是這道菜的主要食材，但調製這道菜所需的醬汁卻遇到困難，因為找不到葡萄酒，也沒有英國的醬汁，因而使用在日本較容易取得的醬油、日本酒及糖，與馬鈴薯和牛肉一起燉煮，烹調出這種燉肉菜式。
關於這道燉肉的最早的發源地，則有京都府的舞鶴市與廣島縣的吳市各自提出的說法。舞鶴市宣稱那是東鄉平八郎在1901年在此開設海軍鎮守府時在當地所創，而吳市則強調東鄉平八郎前往舞鶴市赴任途中在吳市所創，兩市至今仍在為原創地持續爭論。

## 作法
使用牛肉或是豬肉、马铃薯、洋蔥及蒟蒻等食材，再用醬油、砂糖和味醂，在鍋中燉煮。
據稱這道菜始於明治時代的日本海軍，因為口味不錯且符合營養均衡，跟咖哩飯使用同樣的材料，使用牛肉或豬肉均可，在補給方面也很方便，成為日本海軍其中一道主食菜式，後來在民間也十分流行。

## 外部連結
维基共享资源上的相關多媒體資源：日式馬鈴薯燉肉